# Jean-Marc Barr
Jean-Marc Barr (ur. 27 września 1960 w Bitburgu) – francusko–amerykański aktor, reżyser, scenarzysta i producent filmowy.
Nominowany do Cezara dla najlepszego aktora za rolę francuskiego nurka głębinowego Jacques’a Mayola w melodramacie Luca Bessona Wielki błękit (Le Grand bleu, 1988) z Rosanną Arquette i Jeanem Reno.

## Wczesne lata
Urodził się w Bitburgu, w powiecie Eifel Bitburg-Prüm, w Niemczech w niemieckim kraju związkowym Nadrenia-Palatynat jako syn Francuzki Madeleine i amerykańskiego żołnierza Sił Powietrznych Stanów Zjednoczonych Harolda Barra. Wychowywał się z siostrą Nicolette. Część swojego dzieciństwa spędził w Niemczech, następnie w Stanach Zjednoczonych, zanim w 1968 jego ojciec poleciał na wojnę wietnamską, Jean-Marc z matką i siostrą osiedlili się w Montreuil. W 1974 po powrocie ojca z Wietnamu, jego rodzina przeniosła się do San Diego w Kalifornii, gdzie otrzymał rygorystyczne wykształcenie w Mission Bay Senior High School z myślą o wcieleniu do Sił Powietrznych Stanów Zjednoczonych. Rodzice Barra chcieli, aby został pilotem Sił Powietrznych Stanów Zjednoczonych, ale on nie zamierzał pójść w ślady ojca. Wahając się, czy rozpocząć karierę księdza, ostatecznie opuścił Stany Zjednoczone i udał się do Paryża, gdzie w 1980 studiował filozofię na Sorbonie. W 1982 wyjechał do Londynu, aby studiować aktorstwo w Guildhall School of Music and Drama. Naukę kontynuował w Cal Poly Humboldt w Arcata w Kalifornii. Studiował filozofię na Uniwersytecie Kalifornijskim w Los Angeles.

## Kariera
Debiutował na ekranie w roli Absaloma w filmie biblijnym Bruce’a Beresforda Król Dawid (King David, 1985) u boku Richarda Gere’a. W 1986 rozpoczął pracę w teatrze we Francji. Po udziale w komediodramacie Żabi książę (The Frog Prince, 1986), został obsadzony w roli Bruce’a Carreya w komediodramacie Johna Boormana Nadzieja i chwała (Hope and Glory, 1987) z Sarah Miles. W latach 1988–1989 zdobył uznanie na West Endzie w roli Vala Xaviera, włóczęgi z gitarą – hybrydy Orfeusza i Elvisa, w sztuce Tennessee Williamsa Orfeusz zstępujący z Vanessą Redgrave.
Grał w filmach duńskiego reżysera Larsa von Triera: Europa (1991), Przełamując fale (Breaking the Waves, 1996), Tańcząc w ciemnościach (Dancer in the Dark, 2000), Dogville (2003), Manderlay (2005), Nimfomanka (2013) i Dom, który zbudował Jack (2018). Wziął udział jako człowiek bez uroku w teledysku zespołu Blur „Charmless Man” (1996). W dramacie Big Sur (2013) wcielił się w postać Jacka Kerouaca, przedstawiciela ruchu bitników, autora powieści W drodze.
Debiutował jako reżyser i scenarzysta dramatu Kochankowie (Lovers, 1999), za który odebrał nagrodę na Festiwalu Filmów Europy Wschodniej w Chociebużu. Jego realizacje bliskie były postulatom manifestu Dogmy 95. Za kreację Raya w australijskim filmie krótkometrażowym Ktokolwiek korzystał z tego łóżka (Whoever Was Using This Bed, 2016) na podstawie powieści Raymonda Carvera został nagrodzony m.in. na 25. Międzynarodowym Festiwalu Filmów Krótkometrażowych Flickerfest.

## Życie prywatne
Podczas studiów w Guildhall School of Music and Drama w Londynie poznał swoją przyszłą żonę Irinę Dečermić, pochodzącą z Jugosławii pianistkę i kompozytorkę. Z czasem doszło do rozwodu. Z nieformalnego związku ze Stellą Di Tocco ma syna Jude’a (ur. 9 sierpnia 2015).

## Filmografia

### Filmy
| Rok  | Tytuł | Rola                                        | Reżyser                             |
| ---- | --- | ------------------------------------------- | ----------------------------------- |
| 1985 | Król Dawid (King David)                                                                                         | Absalom                                     | Bruce Beresford                     |
| 1985 | Scott | Don Taylor                                  |                                     |
| 1986 | Żabi książę (The Frog Prince)                                                                                   | James                                       | Brian Gilbert                       |
| 1987 | Nadzieja i chwała (Hope and Glory)                                                                              | kapral Bruce Carrey                         | John Boorman                        |
| 1987 | Maurycy (Maurice)                                                                                               | kolega francuski                            | James Ivory                         |
| 1988 | Wielki błękit (Le Grand bleu)                                                                                   | Jacques Mayol                               | Luc Besson                          |
| 1991 | Obca siła (Le Brasier)                                                                                          | Victor                                      | Éric Barbier                        |
| 1991 | Europa | Leopold Kessler                             | Lars von Trier                      |
| 1992 | Dżuma (La Peste)                                                                                                | Jean Tarrou                                 | Luis Puenzo                         |
| 1994 | Iron Horsemen                                                                                                   | Robert                                      | Gilles Charmant                     |
| 1994 | Oszuści (Les faussaires)                                                                                        | Baker                                       | Frédéric Blum                       |
| 1994 | Ulubiony syn (Le fils préféré)                                                                                  | Philippe                                    | Nicole Garcia                       |
| 1995 | Marsz w ciemności (Marciando nel buio)                                                                          | Silvio Roatta                               | Massimo Spano                       |
| 1996 | L'échappée belle                                                                                                | Emmanuel Barnes                             | Étienne Dhaene                      |
| 1996 | Przełamując fale (Breaking the Waves)                                                                           | Terry                                       | Lars von Trier                      |
| 1996 | Wyścig ze złem (Lifeline, TV)                                                                                   | Patrick LeMay                               | Fred Gerber                         |
| 1996 | Mo' | Sam Follow                                  | Yves-Noël François                  |
| 1997 | Les infidèles (TV)                                                                                              | Farid                                       | Randa Chahal Sabag                  |
| 1998 | Wszystko z miłości (St. Ives)                                                                                   | kapitan Jacques de Keroual de Saint-Yves    | Harry Hook                          |
| 1998 | Pierwszeństwo (Préférence)                                                                                      | Simon                                       | Grégoire Delacourt                  |
| 1998 | Szkarłatny kaftan (The Scarlet Tunic)                                                                           | Matthaus Singer                             | Stuart St Paul                      |
| 1998 | Folle d’elle | Marc                                        | Jérôme Cornuau                      |
| 1998 | Ça ne se refuse pas                                                                                             | Alex                                        | Eric Woreth                         |
| 1998 | J’aimerais pas crever un dimanche                                                                               | Ben                                         | Didier Le Pêcheur                   |
| 2000 | Tańcząc w ciemnościach (Dancer in the Dark)                                                                     | Norman                                      | Lars von Trier                      |
| 2000 | Zew ciała (Too Much Flesh)                                                                                      | Lyle                                        | Pascal Arnold, Jean-Marc Barr       |
| 2001 | Being Light | Jack Lesterhoof                             | Pascal Arnold, Jean-Marc Barr       |
| 2002 | Synowie Marii (Les Fils de Marie)                                                                               | Paul                                        | Carole Laure                        |
| 2002 | Czerwona syrena (La sirène rouge)                                                                               | Hugo Cornelius Toorop                       | Olivier Megaton                     |
| 2003 | Rozwód po francusku (Le divorce)                                                                                | Maitre Bertram                              | James Ivory                         |
| 2003 | Dogville | człowiek z wielkim kapeluszu                | Lars von Trier                      |
| 2003 | Saltimbank | Frédéric Saltim                             | Jean-Claude Biette                  |
| 2003 | Les clefs de bagnole                                                                                            | aktor, który odmawia filmowania z Laurentem | Laurent Baffie                      |
| 2004 | CQ2 (Seek You Too)                                                                                              | Steven                                      | Carole Laure                        |
| 2005 | Manderlay | Pan Robinson                                | Lars von Trier                      |
| 2005 | Raki i skorupiaki (Crustacés & Coquillages)                                                                     | Didier                                      | Olivier Ducastel, Jacques Martineau |
| 2005 | Tara Road | Andy Vine                                   | Gillies Mackinnon                   |
| 2006 | Każda jego noc (Chacun sa nuit)                                                                                 | Phillipe                                    | Pascal Arnold, Jean-Marc Barr       |
| 2006 | Szef wszystkich szefów (Direktøren for det hele)                                                                | Spencer                                     | Lars von Trier                      |
| 2007 | Twoje zdrowie, chłopcze! (Schau mir in die Augen, Kleiner)                                                      | w roli samego siebie                        | André Schäfer                       |
| 2007 | Martin Paris (TV)                                                                                               | Martin Paris                                | Douglas Law                         |
| 2008 | Baby Blues | Dan                                         | Lars Jacobson, Amardeep Kaleka      |
| 2008 | Żona anarchisty (The Anarchist’s Wife)                                                                          | Pierre                                      | Marie Noëlle, Peter Sehr            |
| 2008 | Parc | Paul Marteau                                | Arnaud des Pallières                |
| 2008 | Bank Nucingena (La maison Nucingen)                                                                             | William Henry James III                     | Raúl Ruiz                           |
| 2009 | Making Plans for Lena (Non ma fille, tu n’iras pas danser)                                                      | Nigel                                       | Christophe Honoré                   |
| 2010 | Miasto cieni (La cité)                                                                                          | Maxime Vincent                              | Kim Nguyen                          |
| 2011 | Les yeux de sa mère                                                                                             | Jean-Paul Tremazan                          | Thierry Klifa                       |
| 2011 | American Translation                                                                                            | William                                     | Pascal Arnold, Jean-Marc Barr       |
| 2011 | Przewodnik po Belgradzie z piosenką weselną i pogrzebową (Praktican vodic kroz Beograd sa pevanjem i plakanjem) | Brian                                       | Bojan Vuletić                       |
| 2012 | Niccolò Machiavelli il Principe della politica                                                                  | Niccolò Machiavelli                         | Lorenzo Raveggi                     |
| 2012 | I to ma być lato (E la chiamano estate)                                                                         | Dino                                        | Paolo Franchi                       |
| 2013 | Big Sur | Jack Kerouac                                | Michael Polish                      |
| 2013 | Manhattan Romance                                                                                               | Alex                                        | Tom O’Brien                         |
| 2013 | Wandal (Vandal)                                                                                                 | Paul, wujek                                 | Hélier Cisterne                     |
| 2013 | Nimfomanka (Nymphomaniac)                                                                                       | Pan Dłużnik                                 | Lars von Trier                      |
| 2014 | Le Dernier Mirage                                                                                               | Justin Livingstone                          | Nidhal Chatta                       |
| 2015 | WAX: We Are the X                                                                                               | Jean-Christophe Touchalier                  | Lorenzo Corvino                     |
| 2017 | uk18 | obcokrajowiec                               | Andrew Tiernan                      |
| 2017 | Po latach (Dopo la guerra)                                                                                      | Jérome                                      | Annarita Zambrano                   |
| 2017 | Ziarno (Bugday)                                                                                                 | Erol                                        | Semih Kaplanoğlu                    |
| 2017 | Born Again Dead                                                                                                 | Trevor De Blanc                             | Jowan Carbin                        |
| 2018 | The Cellar | Milan                                       | Igor Voloshin                       |
| 2018 | Dom, który zbudował Jack (The House That Jack Built)                                                            | Leopold Kessler                             | Lars von Trier                      |
| 2020 | Garçon chiffon                                                                                                  | dyrektor                                    | Nicolas Maury                       |
| 2021 | Aleksandar od Jugoslavije                                                                                       | Ferdinand Foch                              | Zdravko Sotra                       |
| 2021 | Cicha ziemia | Arnaud                                      | Agnieszka Woszczyńska               |
| 2021 | W sidłach strachu (The Security of Fear)                                                                        | Trevor De Blanc                             | Jowan Carbin                        |
| 2023 | The Pod Generation                                                                                              | założyciel Pegazusa                         | Sophie Barthes                      |
| 2023 | To już koniec (This Is the End)                                                                                 |                                             | Vincent Dieutre                     |
| 2024 | Nieposłuszni (Les indociles)                                                                                    | Pan Verger                                  | Pascal Arnold, Jean-Marc Barr       |

#### Seriale
- 2005: Wenus i Apollo (Vénus et Apollon) jako Vincent
- 2011: XIII jako Prêtre
- 2018–2020: Bad Banks jako Robert Khano
- 2018: Il miracolo jako śpiewak liryczny
- 2021: La Corde
- 2021: Je te promets
- 2024: Rivages jako André